# Zlatar
Zlatar – miasto w Chorwacji, w żupanii krapińsko-zagorskiej, siedziba miasta Zlatar. W 2011 roku liczyło 2906 mieszkańców.

## Geografia
Zlatar leży na terenie Hrvatskiego zagorja, u podnóża Ivanščicy, na wysokości 181 m n.p.m., 21 km na północny wschód od Zaboka.
Miejscowa gospodarka opiera się na przemyśle budowlanym, elektrotechnicznym i tekstylnym.
W pobliżu miasta znajduje się uzdrowisko Sutinske toplice.

## Historia
Pierwsza historyczna wzmianka o Zlatarze pochodzi z końca XIII wieku.
Od 1970 roku w mieście organizowane są dni dialektów kajkawskich.